# Кефренова пирамида
Кефренова пирамида је друга по величини пирамида у Гизи. У њој је сахрањен Кефрен, четврти фараон четврте египатске династије.

## Величина
Кефренова пирамида је друга по величини пирамида у комплексу Гизе, али пошто се налази на благом узвишењу, изгледа као највиша.
Пирамида је изграђена са базом од 215,25m. Оригинална висина маузолеја је била 143,5 m, али током векова, пирамида је знатно оштећена. Садашња висина износи 136,4 m.
На врху ове пирамиде су остале сачуване гранитне плоче које су биле постављане на сваку пирамиду, али су уништене током времена. Ни на једној другој пирамиди није остао овај глатки гранитни слој осим на Кефреновој.

## Галерија
- Пролаз о ккомплекса пирамида
- Погле одозго
- Средњи пролаз
- Улаз у гробнице
- Гробови Кефре
- Излаз